# Reifersdorf (Inchenhofen)
Reifersdorf ist ein Ortsteil des Marktes Inchenhofen im Landkreis Aichach-Friedberg (Bayern). Die Einöde Reifersdorf liegt circa zweieinhalb Kilometer nordwestlich von Inchenhofen.

## Geschichte
Reifersdorf wurde erstmals mit Taxberg 1011 genannt. 1808 kam es zum Steuerdistrikt Unterbernbach, aus dem wiederum – zuzüglich Schönau aus dem Steuerdistrikt Schnellmannskreuth – mit dem zweiten Gemeindeedikt von 1818 die Ruralgemeinde Unterbernbach hervorging.
Reifersdorf hatte bei der Volkszählung am 1. Dezember 1871 neun Einwohner und gehörte zu Pfarrei und Schule Inchenhofen.
Im Zuge der Gemeindegebietsreform wurde Reifersdorf am 1. Januar 1978 in den Markt Inchenhofen umgegliedert.